# Euryphura neoalbofasciata
Euryphura neoalbofasciata är en fjärilsart som beskrevs av Van Someren 1939. Euryphura neoalbofasciata ingår i släktet Euryphura och familjen praktfjärilar. Inga underarter finns listade i Catalogue of Life.